# هیلزبورو رنچز، فلوریدا
هیلزبورو رنچز (به انگلیسی: Hillsboro Ranches) یک منطقهٔ مسکونی در ایالات متحده آمریکا است که در شهرستان براوارد، فلوریدا قرار دارد. هیلزبورو رنچز ۰٫۳ کیلومتر مربع مساحت و ۴۷ نفر جمعیت دارد.